# دين هولنيس
دين هولنيس (بالإنجليزية: Dean Holness)‏ هو لاعب كرة قدم بريطاني في مركز الوسط، ولد في 25 يوليو 1976 في لويشام ‏ في المملكة المتحدة. لعب مع دولويتش هاملت ونادي ساوثيند يونايتد ونادي فيشر أثليتيك.

## وصلات خارجية
- دين هولنيس على موقع Soccerbase.com (لاعب) (الإنجليزية)
- دين هولنيس على موقع IMDb (الإنجليزية)